# Vester Vedsted
Vester Vedsted is een plaats in de Deense regio Zuid-Denemarken, gemeente Esbjerg, en telt 355 inwoners (2007).
Vanuit het dorp kan men bij laag tij per tractorbus de Deense Waddenzee oversteken naar het eilandje Mandø. In het dorp bevindt zich het Waddenzeecentrum.
- Virtual International Authority File: 126132998
- WorldCat: E39PBJmxWdR8Kdv4jJ3dXfHQv3